# Direcció general d'Ordenació del Joc
La Direcció general d'Ordenació del Joc és un òrgan de gestió del Ministeri d'Hisenda d'Espanya depenent de la Secretaria d'Estat d'Hisenda que exerceix les funcions de regulació, autorització, supervisió, control i, si escau, sanció de les activitats de joc d'àmbit estatal.
El Director General d'Ordenació del Joc és Mikel Arana Etxezarreta.

## Funcions
Les seves funcions es regulen en l'Article 7 del Reial decret 769/2017, de 28 de juliol, i les seves funcions són::
- L'autorització de les activitats ocasionals de joc d'àmbit estatal, així com de qualsevol aspecte de les modalitats i tipus de joc subjectes a títol habilitant que requereixi d'una autorització específica.
- La proposta i l'anàlisi de l'impacte de la normativa relativa a l'activitat de joc d'àmbit estatal.
- La inspecció de les activitats de joc d'àmbit estatal i dels sistemes tècnics utilitzats en les mateixes, així com la proposta d'iniciació d'expedients sancionadors derivats d'aquesta inspecció.
- La tramitació dels procediments de sol·licitud de títols habilitants per a l'exercici d'activitats de joc d'àmbit estatal.
- La tramitació dels procediments administratius sancionadors en matèria de joc en relació amb els punts de venda de la Societat Estatal Loteries i Apostes de l'Estat, S.M.E. S.A.
- Les relacions institucionals amb altres òrgans o organismes de l'Administració General de l'Estat, comunitats autònomes i ciutats amb Estatut d'Autonomia, corporacions locals, organismes internacionals i qualsevol altra institució pública, espanyola o estrangera, amb funcions reguladores en matèria de joc.
- Les relacions institucionals amb qualssevol entitats públiques o privades en relació amb la dimensió social o econòmica del joc.
- La gestió i liquidació de les taxes derivades de la gestió administrativa del joc i la gestió econòmicofinancera de les garanties vinculades a les llicències generals de joc.
- La gestió de recursos humans i materials, així com la gestió del pressupost de l'òrgan directiu.
- Informar, amb caràcter preceptiu, l'autorització de les activitats de loteria subjectes a reserva.
- La tramitació d'expedients administratius sancionadors iniciats per infraccions previstes en la Llei 13/2011, de 27 de maig, de regulació del joc.
- La persecució del joc il·legal no autoritzat, ja es realitzi en l'àmbit de l'Estat espanyol, ja des de fora d'Espanya i que es dirigeixi al territori espanyol.
- El requeriment d'informació a entitats, operadors de joc, proveïdors de serveis d'aquests i participants en els jocs.
- El requeriment a qualsevol proveïdor de serveis de pagament, entitats de prestació de serveis de comunicació audiovisual, serveis de la societat de la informació o de comunicacions electròniques, i serveis o canals de difusió de publicitat i promoció de jocs, del cessament dels serveis que estiguessin prestant.
- L'establiment dels requisits tècnics i funcionals dels jocs i l'homologació dels sistemes tècnics de jocs.
- La promoció i supervisió de mecanismes de relació entre els participants i els operadors de joc i de protecció dels interessos dels participants, incloent la tramitació de les reclamacions que poguessin ser presentades pels participants contra els operadors.
- La promoció i realització d'estudis i treballs de recerca en matèria de joc, així com sobre la seva incidència o impacte en la societat.
- La supervisió dels mecanismes i sistemes d'ordenació de l'activitat publicitària en matèria de joc d'àmbit estatal.
- Gestionar els Registres del sector del Joc d'àmbit estatal.
- La col·laboració amb les autoritats competents en la prevenció i control del frau i la defensa de la integritat en les activitats de joc, i amb altres reguladors de l'Espai Econòmic Europeu en la persecució del joc il·legal.
- El desenvolupament d'accions preventives dirigides a la sensibilització, informació i difusió de bones pràctiques del joc i del joc responsable, mitjançant campanyes de publicitat, l'actuació en mitjans i xarxes de comunicació i la col·laboració amb altres Administracions Públiques o organismes de caràcter públic o privat.

## Estructura
De la Direcció general depenen els següents òrgans directius:
- Subdirecció General de Regulació del Joc.
- Subdirecció General d'Inspecció del Joc.
- Subdirecció General de Gestió i Relacions Institucionals.

### Organismes adscrits
- Junta Consultiva del Règim Fiscal de Cooperatives.

## Directors generals
- Juan Espinosa García (2016-)
- Carlos Hernández Rivera (2013-2016)
- Enrique Alejo González (2012-2013)
- María Inmaculada Vela Sastre (2011-2012)